# 1793 au Canada
Pour un article plus général, voir Chronologie du Canada.
Cet article traite des événements qui se sont produits durant l'année 1793 au Canada.

## Événements

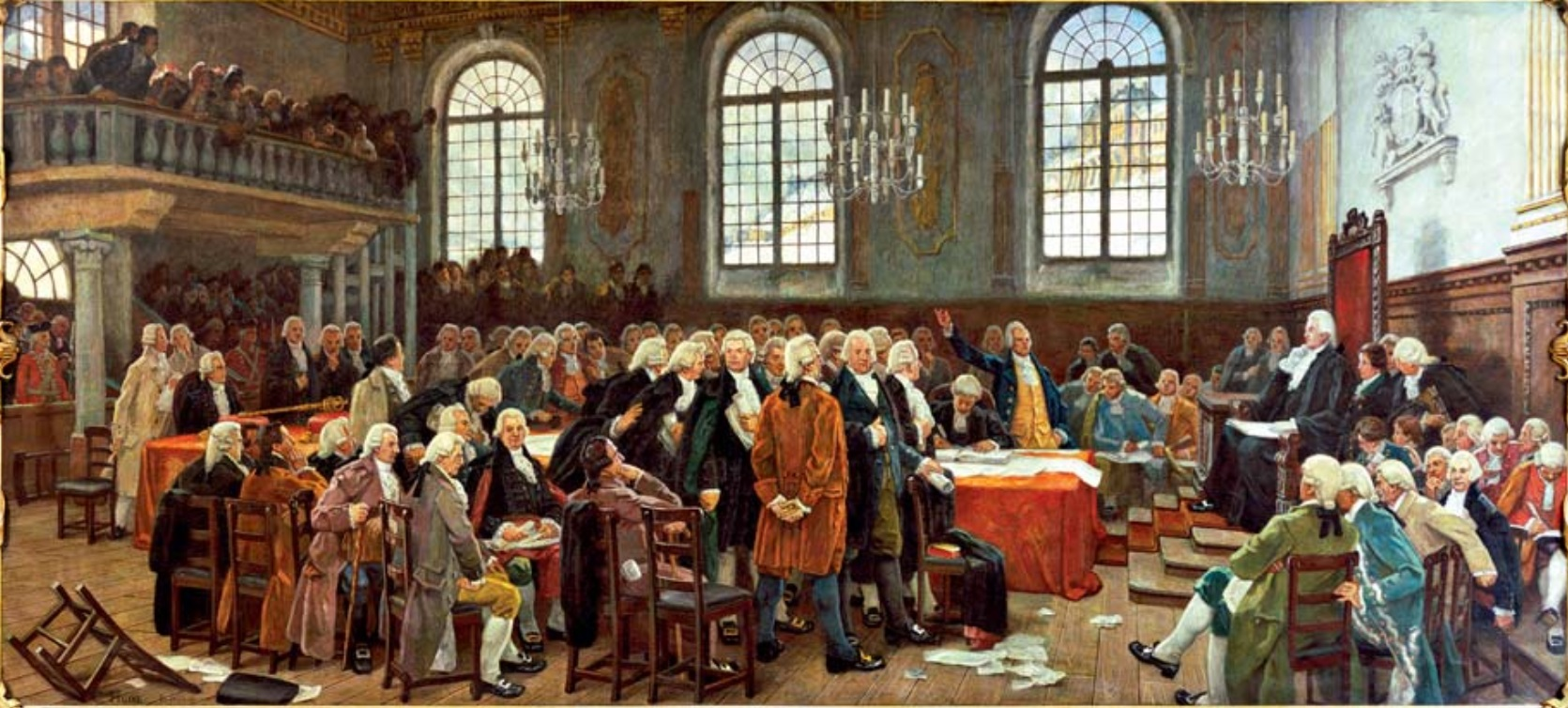
Le débat sur les langues - séance de l'Assemblée législative du Bas-Canada le 21 janvier 1793

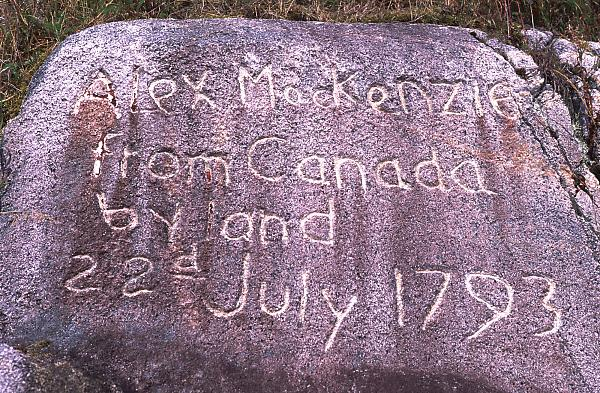
Inscription sur une pierre à la fin du voyage d'Alexander Mackenzie en 1792-1793 à travers le Canada traversant de Rivière-la-Paix à l'Océan Pacifique.

- 27 janvier : Jean Basset présente à la Convention nationale de Paris un mémoire en faveur d’une reconquête du Canada[1].
- 1er février : La France déclare la guerre à la Grande-Bretagne.
- Mars : Élection de la 7e assemblée générale de la Nouvelle-Écosse (en).
- Avril : Saint-Pierre-et-Miquelon vivent sous l'influence de la Révolution française. Des habitants anti-révolution quittent ces îles pour s'établir aux Îles de la Madeleine.
- 14 mai : les armées britanniques de la Nouvelle-Écosse et de Terre-Neuve s'empare de Saint-Pierre-et-Miquelon.
- 19 juin : John Graves Simcoe, lieutenant-gouverneur du Haut-Canada réussit à faire adopter la loi Act against slavery. Première loi abolitionniste contre l'esclavage[2].
- 28 juin : nomination de l’évêque anglican Jacob Mountain au nouveau Diocèse anglican de Québec[3].
- Juin : Henri-Antoine Mézière se rend aux États-Unis et rencontre l'ambassadeur français Edmond-Charles Genêt. Il lui soumet un texte Observation sur l'état actuel du Canada et sur les dispositions politiques de ses habitants. L'ambassadeur Genêt veut aussi envoyer des lettres aux canadiens dont le titre est Les Français libres à leurs frères les Canadiens pour les inciter à se révolter contre les autorités anglaises. Quatre navires sont plus tard armés devant faire des ravages en Nouvelle-Écosse et Terre-Neuve mais ces navires vont tout simplement aller en France.
- 22 juillet : Alexander Mackenzie a quitté Fort Fork le 9 mai. Il a remonté Rivière-la-Paix[évasif] et rejoint le cours supérieur de la rivière Fraser. Il est redirigé sur la rivière Bella Coola et atteint l'océan Pacifique.
- 11 novembre : ouverture de la deuxième session du premier Parlement du Canada. Des rumeurs veulent qu’une attaque soit imminente. Le gouverneur Dorchester, arrivé le 23 septembre, demande à la Chambre d’assemblée de sévir contre les étrangers menaçant le gouvernement britannique au Canada et contre tout citoyen séditieux[1].
- 26 novembre : proclamation du gouverneur du Bas-Canada concernant la sécurité de la province[1]. L’Assemblée adopte une loi suspendant l’Habeas corpus et enrôle de facto tous les hommes de 18 à 60 ans du Bas-Canada dans la milice (sauf quelques exceptions).

- Fondation de York qui allait devenir Toronto. Ce lieu fut choisi par Simcoe et Guy Carleton pour devenir la capitale du Haut-Canada. Fort York est établi pour en assurer sa défense.
- Avec l'exécution du roi Louis XVI, un clergé malmené et la terreur, l'opinion publique au Canada est maintenant contre la Révolution française.

## Naissances

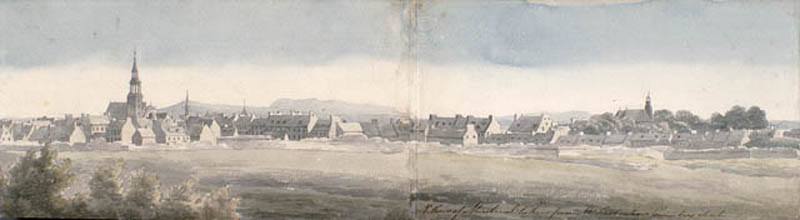
Montréal en 1793, vue du nord avec les fortifications

- 11 mai : Michel Laframboise, trappeur.
- 8 août : Robert Nelson, médecin et politicien.
- 5 novembre : William Molson, homme d'affaires, brasseur et banquier.
- 26 décembre : Charles Stephen Gore, général britannique.
- Cuthbert Grant, chef métis.

## Décès
- 30 mars : François-Marie Picoté, militaire.
- 21 juillet : François-Pierre Cherrier, marchand et notaire.